# 吴凤花
吴凤花（1970年7月—），浙江绍兴人，中国越剧表演艺术家，一级演员，范派小生，师承表演艺术家范瑞娟。绍兴小百花越剧团演员、中国戏剧家协会会员。中共十七大代表、浙江省第十二次党代会代表、绍兴市第六次党代会代表。

## 生平
其幼年进入绍兴戏曲艺术职业学校学戏，毕业后进入绍兴小百花越剧团，为范瑞娟的入室弟子，此后参加多项大陆地区的演出。1994年6月，加入中国共产党。2005年，成立自己的艺术工作室。

## 荣誉
吴凤花从艺二十余年来多次获得浙江省和全国奖项。其中比较重要的有：中国小百花越剧节金奖（1994）、中国第十三届中国戏剧梅花奖（1996）、浙江省第七届戏剧节的优秀表演奖（1997）。
吳鳳花於2002年，榮獲了浙江省第九屆戲劇節調演優秀表演獎，浙江省“藝術明星獎”。

## 代表剧目
吴凤花曾演出三十多出越剧剧目。其中较具有代表性的有：《梁山伯与祝英台》、《孔雀东南飞》、《吴王悲歌》、《摄政王之恋》、《沉香扇》、《周仁哭坟》、《三看御妹》、《白蛇传》。出演的多部傳統名劇，《穆桂英掛帥》、《陸文龍》、《狸貓換太子》、《秦香蓮》、《打金枝·闖宮》、《劈山救母》等劇目。